# Новий Врх
Новий Врх (словен. Novi Vrh) — поселення в общині Апаче, Помурський регіон, Словенія. Висота над рівнем моря: 358,6 м.